# Columbia University Press
La Columbia University Press es una editorial universitaria establecida en Nueva York, y afiliada a la Universidad de Columbia. Es dirigida actualmente por James D. Jordan (2004-hoy día) y publica títulos en humanidades y ciencias, incluidos los campos de literatura y culturales, historia, trabajo social, sociología, religión, cine, y estudios internacionales. Fundada en 1893, la Columbia University Press destaca de entre las demás prestigiosas editoriales académicas americanas por la publicación de trabajos de referencia como la The Columbia Encyclopedia (1935-hoy día), El índice de poesía Columbia Granger (en línea como el Mundo de Poesía Online Columbia) y la Gaceta Columbia del Mundo (también en línea) así como otras publicaciones musicales. Otras distinciones de su lista incluye una serie de traducciones al inglés de clásicos de las lenguas asiáticas, un número de ellos creciendo con el apoyo de la editorial a programas de instrucción e investigación  llevados por las facultades de Columbia en esos campos. Fue también la primera editorial universitaria en publicar en formato electrónico. La editorial fundó un sitio únicamente en línea: Columbia International Affairs Online (CIAO) y Columbia Earthscape.